# Apacze (film)
Apacze (niem. Apachen) - enerdowski film przygodowy typu western z 1973 roku.

## Treść
Meksyk, wiek XIX. Wódz Apaczów Ulzana, przypadkowo wykrywa spisek właścicieli kopalni miedzi, mający na celu eksterminację czerwonoskórych. Ulzanie nie udaje się jednak na czas ostrzec swoich współplemieńców, w wyniku czego Meksykanie otwierają ogień do bezbronnych Indian. Wódz poprzysięga z zemstę...

## Obsada
- Gojko Mitić: Ulzana
- Milan Beli: Johnson
- Colea Răutu: Nana
- Leon Niemczyk: Ramon
- Gerry Wolff: sklepikarz
- Rolf Hoppe: kapitan Burton
- Elsa Grube-Deister: Theresa
- Fred Ludwig: Miguel
- Fred Delmare: doktor Kleine
- Hartmut Beer: Gleason
- Horst Kube: poszukiwacz złota
- Thomas Weisgerber: komandor
- Horst Schön: Oberst Keanrey
- Werner Kanitz: Bagulé
- Dorel Iacobescu: Hackii
- Willi Schrade: Schwarzes Messer